# ضد برهان

ضد برهان در سلسله مراتب مخالفت گراهام

ضد برهان یا برهان نقض، در استدلال و نگاشت استدلال، نقض یک نقض است. ضد برهان را می‌توان برای رد یک نقض یک فرض، یک احتجاج اصلی یا لم بکار برد. تلاش برای رد کردن یک برهان ممکن است شامل ایجاد یک ضد برهان یا یافتن یک مثال نقض باشد.